# Cesária Évora
Cesária Évora, född 27 augusti 1941 i Mindelo på São Vicente, död 17 december 2011 i Mindelo på São Vicente, var en av Kap Verdes absolut största artister. Hennes repertoar bestod av folkmusik så som morna och coladera (två kapverdianska genrer), portugisisk fado och brasiliansk modinha.

## Bakgrund
Évora kom från en musikalisk familj. Hennes far var en av de första att spela fiol på Kap Verde och hennes farbror var den stora kompositören Francisco Xavier Da Cruz, mest känd som B.Leza. 
När Évora var sju år gammal förlorade hon sin far. Modern försörjde sig själv och dottern så gott hon kunde som kokerska. Första gången Évora började sjunga var i en kör som liten. 
När Évora var 16 år gammal träffade hon Eduardo de Jon Xalino. De två blev ett par och kom sedan att få sonen Eduardo ihop. Det var i detta förhållande som hon för första gången kom i kontakt med den traditionella kapverdianska musiken och det var just Eduardo de Jon Xalino som lärde och tränade upp Évora till att sjunga traditionell coladera och morna. Hon började senare att sjunga på lokala barer och restauranger i Mindelo, akompanjerad av lokala musiker.
Det första albumet La diva aux pieds nus (1988) blev hennes internationella genombrott. Fram till den sista skivan Cesária & (2010)  släppte hon över 40 album, flera av dem sålde i flera hundratusen exemplar. 2003 fick hon en Grammy för Voz d'Amor. Évora uppträdde gärna utan skor och kom därför redan från första skivan att kallas för Barfotadivan.
2007 släppte den svenska artisten och poeten Patrick El-Hag albumet Så där, vars titel var hans svenska tolkning av Évoras signaturmelodi Sodade. De övriga svenska tolkningar ur Évoras repertoar på albumet var Vem ska betala? (Sangue de Beirona) och Vågor som viner, vars spanska originaltitel är Tiempo y Silencio. Albumet återutgavs i november 2019.
2013 gav den belgiska sångskrivaren och artisten Stromae ut låten "ave cesaria" som hyllar Cesária Évora.

## Diskografi i urval

### Studioalbum
- La Diva Aux Pieds Nus (1988)
- Distino di Belita (1990)
- Mar Azul (1991)
- Miss Perfumado (1992)
- Cesária (1995)
- Cabo Verde (1997)
- Café Atlantico (1999)
- São Vicente di Longe (2001)
- Voz d'Amor (2003)
- Rogamar (2006)
- Nha sentimento (2009)

### Samlings- och livealbum
- Sodade - Les Plus Belles Mornas de Cesária (Best of-samling, 1994)
- Club Sodade (Remixalbum, 1996)
- Live à L'Olympia (Livealbum, inspelat på Paris Olympia, 1996)
- Colors of the World (Allegro Music, 1997)
- Best Of (Best of-samling, 1998)
- Anthology (Best of-samling, 2002)
- Anthologie - Mornas & Coladeras (Dubbel CD-utgåva av Anthology, 2004)
- Live D'Amor (Live-DVD, inspelad 2004 på Le Grand Rex, Paris, 2004)